# Bogumił Dawison

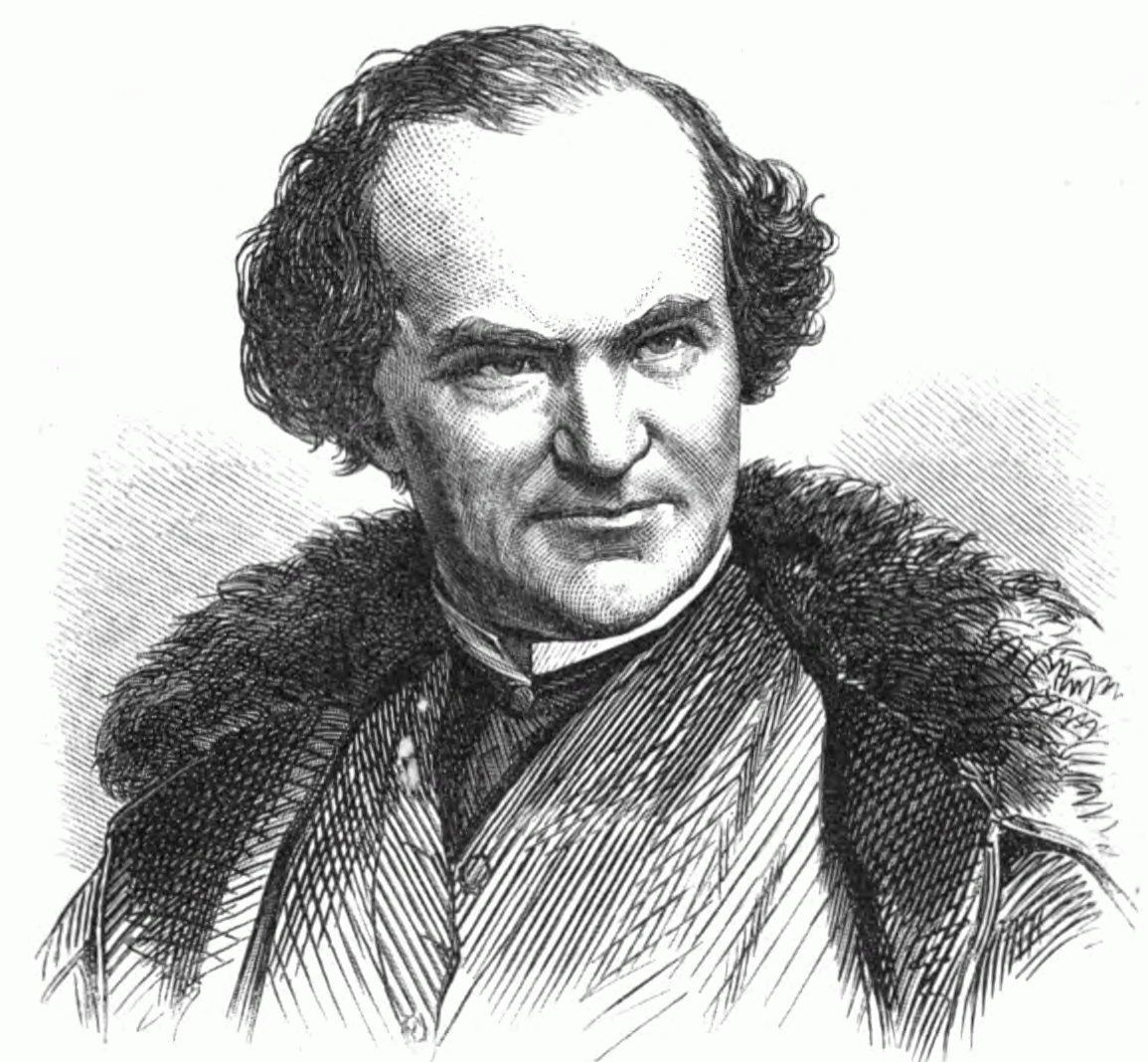
Bogumił Dawison, przed 1865

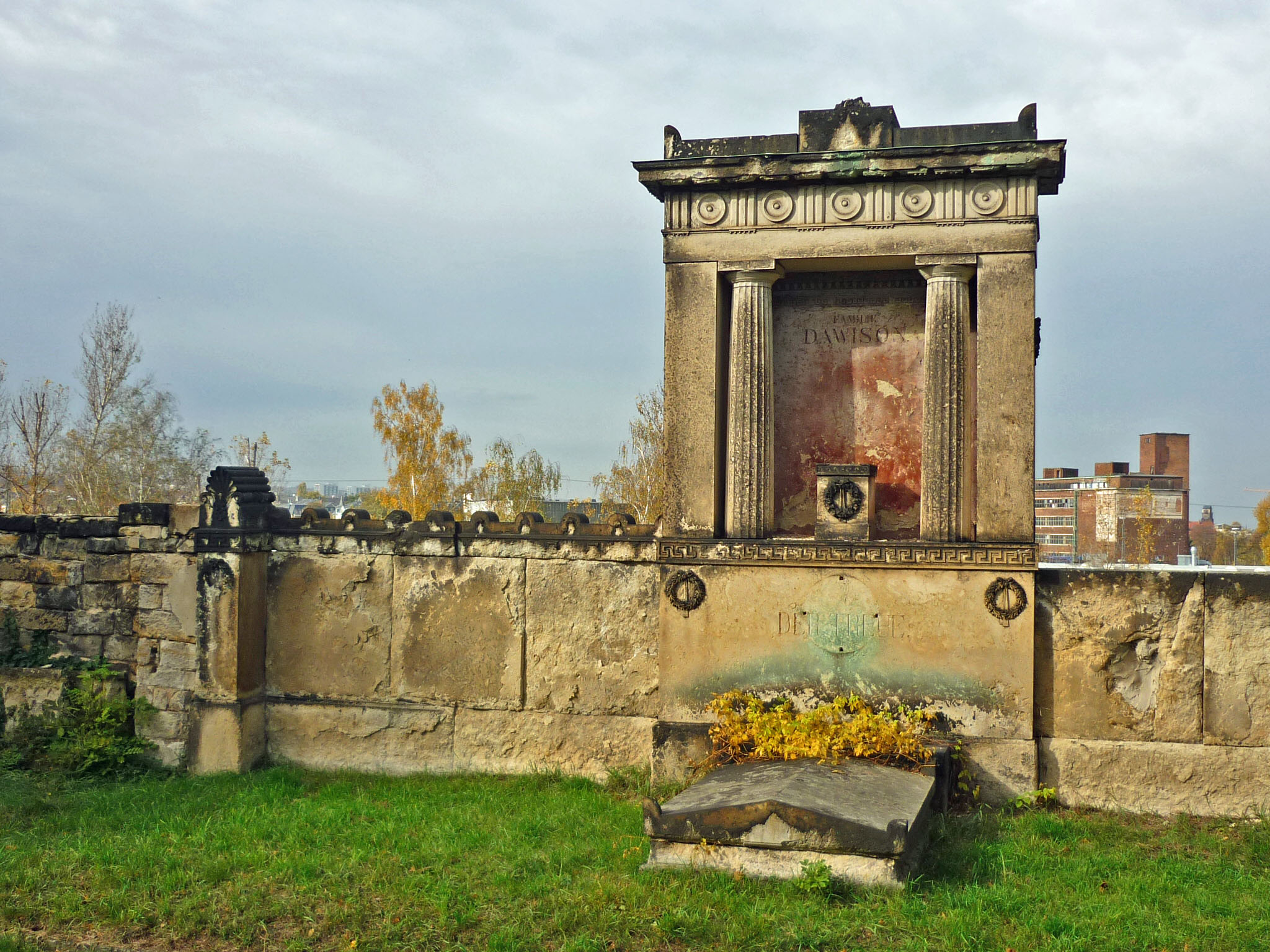
Grobowiec rodziny Dawisonów w Dreźnie

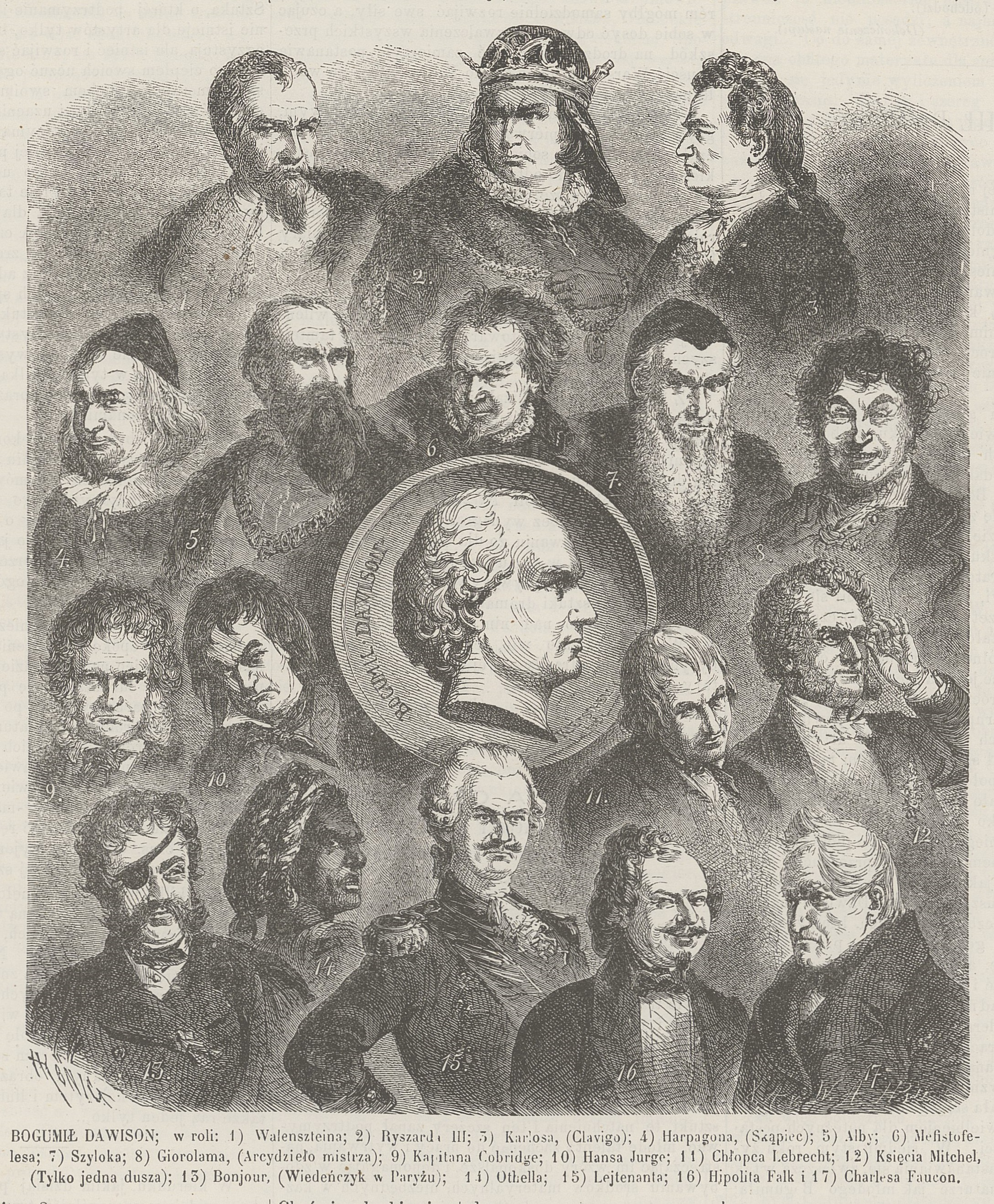
Bogumił Dawison tableau, „Kłosy”, 1865 t. 1 nr 17 (25 października)

Bogumił Dawison (ur. 15 maja 1818 w Warszawie, zm. 1 lutego 1872 w Dreźnie) – polski i niemiecki aktor dramatyczny.

## Życiorys
Urodził się w warszawskiej zasymilowanej rodzinie żydowskiej, jako syn Ignacego i Rozalii Dawidsonów. Po przejściu na katolicyzm zmienił nazwisko na Dawison. Zaczynał od pomocnika w „Gazecie Warszawskiej”. Za namową przyjaciół z postępowego środowiska żydowskiego ukończył roczną Szkołę Dramatyczną (1836–1837) w Warszawie. Zadebiutował 30 listopada 1837 w sztuce Dwaj więźniowie z galer. W początkowym okresie obsadzany w rolach amanta. W tym czasie wielką jego mentorką była aktorka Leontyna Halpertowa. W latach 1838–1840 grał w Wilnie, dokąd przeniósł się po krytyce jego gry i komentarzach antysemickich. W 1840 zagrał dzięki Kamińskiemu we Lwowie. Zachwycony jego talentem Stanisław Skarbek ufundował mu w 1841 wyjazd do Wiednia.
Po powrocie, od 9 sierpnia 1841 grał równocześnie na dwóch lwowskich scenach: polskiej i niemieckiej. Atakowany za rzekome germanofilstwo narobił sobie wielu wrogów i został dotkliwie pobity przez innego polskiego aktora M. Zapolskiego. Mimo to, wraz z Anielą Aszpergerową uważany był za filar teatru lwowskiego. Przekładał również sztuki z niemieckiego i francuskiego, reżyserował.
W 1846, wobec rewolucyjnej atmosfery w Galicji (rabacja galicyjska), bojąc się pogromów na Żydach, opuścił Lwów i rozpoczął pracę na scenach niemieckich we Wrocławiu, Brzegu, Oławie i Szczecinie. Dzięki protekcji Louisa Schneidera grał w Berlinie i Hamburgu (w Thalia-Theater). W 1848 wrócił do Lwowa, gdzie ożenił się ze szlachcianką, katoliczką Wandą Ostoja-Starzewską, aktorką lwowską, zmarłą w r. 1859 w Dreźnie.
Na lata 1849–1853 otrzymał upragniony angaż do Burgtheater w Wiedniu. W latach 1854–1864 grał w Królewskim Teatrze Saskim w Dreźnie, gdzie stał się pionierem nowego, realistycznego stylu gry. Uważany był za wybitnego odtwórcę ról szekspirowskich i charakterystycznych (Shylock, Mefisto, Franz Moor). W latach sześćdziesiątych odbył też tournée do Berlina, Monachium - wszystkich ważniejszych miast Niemiec, Pragi, Budapesztu, Królewca, Rygi i wreszcie Petersburga, gdzie odniósł wielkie sukcesy artystyczne.
W roku 1867 wraz z Theater an der Wien udał się na tournée do Nowego Jorku. W Dreźnie (po konwersji na ewangelicyzm) ożenił się po raz drugi w roku 1861 ze Constanze Jacobi śpiewaczką operetkową i pianistką, córką pastora ewangelickiego.
Spoczywa na starym ewangelickim cmentarzu w Dreźnie.
W latach 1837–1845 Dawison pisał dziennik w języku polskim, którego autograf spłonął w Warszawie w czasie powstania warszawskiego. Żadna jego kopia się nie zachowała. W Wiedniu i Dreźnie kontynuował pisanie pamiętnika, tym razem w jęz. niemieckim, którego oryginał znajduje się obecnie w drezdeńskim muzeum (Sächsische Landesbibliothek Dresden).
Według opinii Stanisława Dąbrowskiego: był najsłynniejszym, przynajmniej na kontynencie europejskim, aktorem polskiego pochodzenia. Słynniejszym nawet od Heleny Modrzejewskiej, którą wyprzedził w objeździe Ameryki i wraz z którą należy do wybitniejszych w historii teatru powszechnego odtwórców ról szekspirowskich.
Życie Dawisona było inspiracją do utworów literackich: Cudzoziemiec Zofii Urbanowskiej, Der Pojaz Karla E. Franzosa, Kaśka Kariatyda Zapolskiej i dramatu Cypriana Kamila Norwida Aktor.